# Jules Van Craen
Jules Van Craen, est un joueur de football belge né le 3 septembre 1920 à Lint, et mort le 10 octobre 1945 durant les combats de la Seconde Guerre mondiale.

## Biographie
Il a évolué comme attaquant au Liersche SK durant la Seconde Guerre mondiale. 
Jules Van Craen a joué deux fois et marqué quatre buts avec les Diables Rouges en 1940. Il a été Champion de Belgique en 1942 avec son club. Il est meilleur buteur du Championnat ex aequo avec Arthur Ceuleers du Beerschot AC, la saison suivante, en inscrivant 41 buts. Son club termine alors 3e de la compétition. Le joueur a marqué 117 buts en 108 matches de Division 1 (bron Peter Mariën- Belgiumsoccerhistory).

## Palmarès
- International belge en 1940  (2 sélections et 5 buts marqués)
- Champion de Belgique en 1942 avec le Liersche SK
- Meilleur buteur du Championnat de Belgique en 1943 (41 buts, ex aequo avec Arthur Ceuleers)